# Siegsdorf
Siegsdorf là một đô thị tại huyện Traunstein bang Bayern, Đức.